# Gigantoceras villiersi
Gigantoceras villiersi är en fjärilsart som beskrevs av François Louis Nompar de Caumont de Laporte 1975. Gigantoceras villiersi ingår i släktet Gigantoceras och familjen trågspinnare. Inga underarter finns listade i Catalogue of Life.